# Noël Martin Joseph de Necker

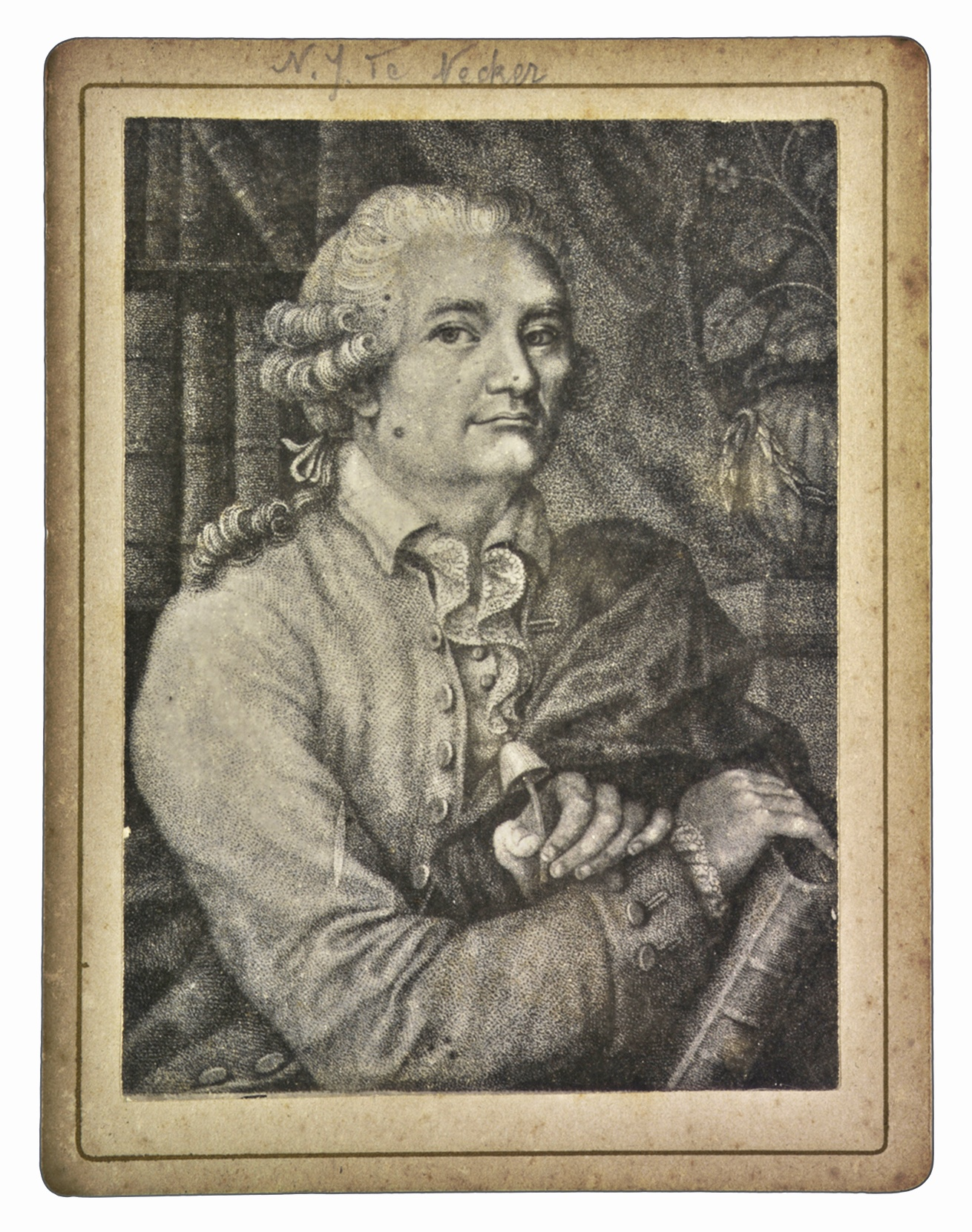
Noël Martin Joseph de Necker, Stich von Anton Karcher (1760–1842) nach Francisca Beckers (1785)

Noël Martin Joseph de Necker (auch Natalis Josephi de Necker oder Natalis Martinus Joseph; * 1729 in Lille, Französisch-Flandern; † Dezember 1793 in Mannheim, Kurpfalz-Bayern) war ein französisch-deutscher Arzt und Botaniker. Sein offizielles botanisches Autorenkürzel lautet „Neck.“

## Wissenschaftliches Wirken
Necker war Leibarzt des Kurfürsten von der Pfalz in Mannheim. In seiner Funktion als „kurpfälzischer Botaniker“ hat er sich vor allem mit Moosen befasst. Ihm zu Ehren wurde eine Moosgattung Neckera benannt, die auch der Familie der Neckeraceae ihren Namen gab.
Ab 1768 war er ordentliches Mitglied der Kurpfälzischen Akademie der Wissenschaften in Mannheim und seit 1773 auswärtiges Mitglied der Bayerischen Akademie der Wissenschaften.

## Ehrungen
Nach Necker benannt sind sie Moosgattungen Neckera Hedw., Neckeradelphus Laz. und Neckeropsis Reichardt.

## Schriften
- Deliciae gallobelgicae silvestres, seu Tractatus generalis plantarum gallo-belgicarum (2 Bd., 1768).
- Methodus Muscorum per Clases, Ordines, Genera (Juniperus dilatata & Juniperus sabina var. tamariscifolia) (Mannheim, 1771).
- Physiologia muscorum per examen analyticum de corporibus variis naturalibus… (Mannheim, 1774).
- Traité sur la mycitologie, ou Discours sur les champignons en général… (Mannheim, 1783).
- Phytozoologie philosophique, dans laquelle on démontre comment le nombre des genres et des espèces, concernant les animaux et les végétaux, a été limité et fixé par la nature… (Neuwied, 1790).
- Elementa botanica… Accedit corollarium ad Philosophiam botanicam Linnaei spectans, cum phytozoologia philosophica lingua gallica conscripta (Neuwied, 1791).